# تأمين ضد العجز
التأمين ضد العجز (بالإنجليزية: Disability insurance)‏ وتعرف غالباُ اختصاراً DI، هو شكل من أشكال التأمين الذي يؤمن دخل المستفيد ضد العجز أو الإعاقة التي ستجعل العمل غير مريح ووجود الاضطرابات النفسية، أو أعراض مؤلمة مثل الألم في الظهر أو الغيبوبة.